# Опольский Верхний замок
Опольский Верхний замок (пол. Zamek Górny w Opolu) — один из двух замков в Ополе, древняя усадьба опольских Пястов. Единственной частью замка, которая сохранилась до наших дней, является замковая башня.

## История

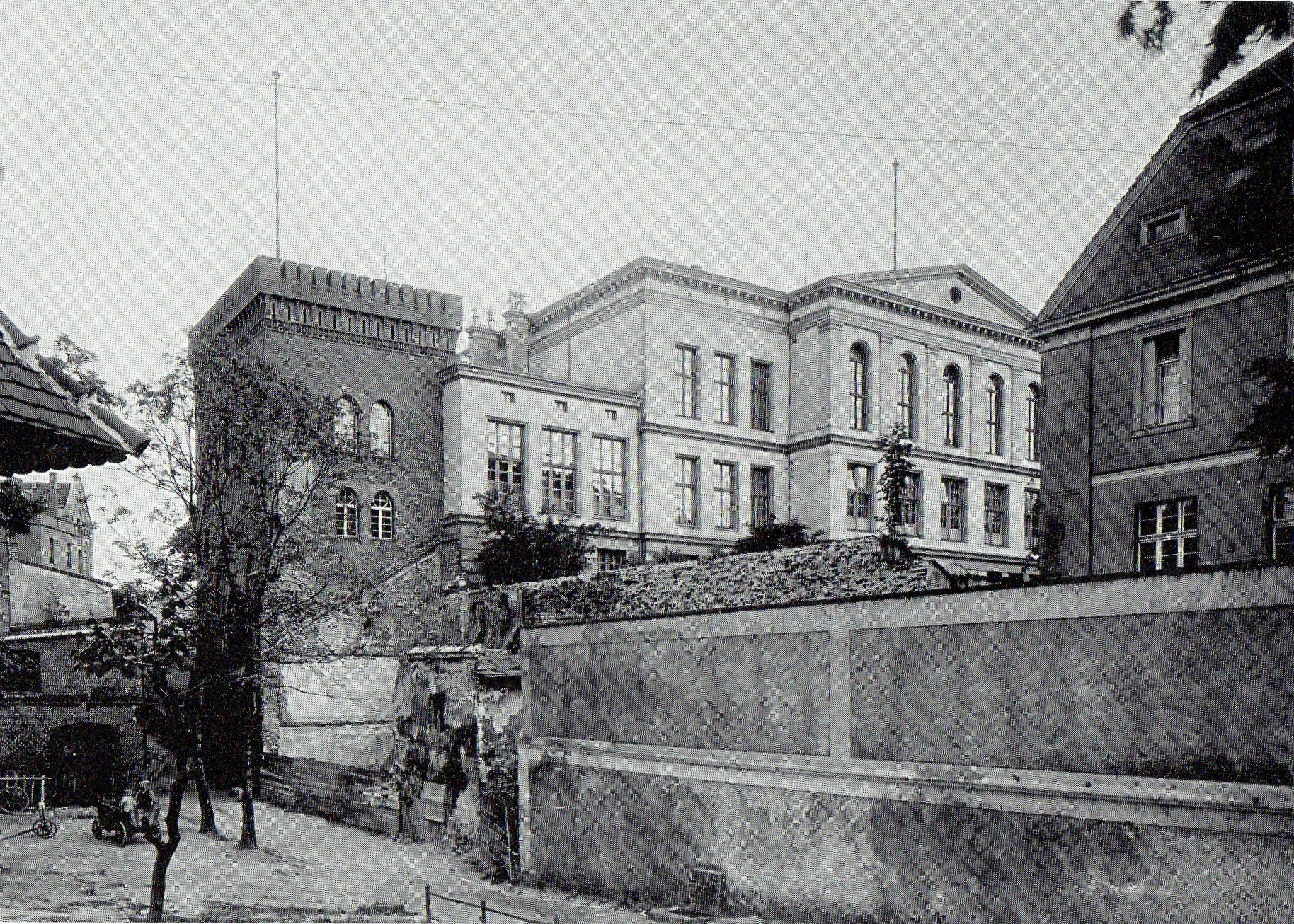
Башня Верхнего замка в Ополе в 1934 году

Существует много противоречивых предположений относительно периода основания Верхнего замка в Ополе. Вероятно, уже во времена Болеслава Храброго на этом месте существовал двор опольского каштеляна. Замок, вероятнее всего, был построен в 1382—1387 гг. Владиславом Опольчиком который после смерти отца — Болеслава II Опольского, владел правобережной частью Ополя с олевской и гожувской землями, тогда как его брат Болеслав III Опольский, владел левобережной частью и остальными южными землями.
Замок, который входил в систему городских укреплений, построили на самой высокой точке города — на известняковой горе (так называемая «Гурца»), вблизи Гославицкой брамы, по другой стороне Одры, первого замка.
Первое упоминание о замке датируется 1387 годом. В то время и вплоть до своей смерти, здесь жил князь Владислав Опольчик (с перерывом в 1397—1398 годах). От двух браков князь имел только дочерей, поэтому его наследниками в 1401 году стали его племянники, сыновья Болеслава III — Ян Кропидло, Болеслав IV Опольский и Бернард Немодлинский. Ян Кропидло, вероятно, переехал из Верхнего замка в 1418 году, после смерти вдовы Владислава Опольчика.
После смерти Болеслава IV в 1437 году имущество перешло в наследство его сыновьям. Вскоре Николай I Опольский стал единственным правителем Ополя, вероятно, из-за чего Верхний замок, как вторая резиденция, перестал быть нужным. Кроме того, через несколько десятилетий, из-за модернизации оборонной системы Ополя, замок потерял свое значение как оборонительный объект. Это, вероятно, способствовало упадку замка.
Бездетная смерть в 1532 году последнего представителя опольских Пястов — Яна II Доброго, привела к тому, что Опольско-Ратиборское княжество оказалось под властью Габсбургов. Это еще больше способствовало разрушению замка. В XVI веке Верхний замок был уже сильно разрушен. В 1615 году в Ополе вспыхнул крупный пожар, в результате которого сгорели остатки замка. В 1619 году, по утверждению Якоба Шикфуса, кроме четырехгранной башни, которая использовалась как зернохранилище, и большого каменного хлева, замок был полностью разрушен, а его территория выровнена. Территория замка была передана гончарам.
В 1669 году император Леопольд I Габсбург подарил остатки замка иезуитам. Они обустроили небольшой костел в помещениях старого замка, а в 1673 году начали строительство нового костела из материалов замка. Храм много раз горел (в 1682, 1739 и 1762 годах). В 1773 году орден был запрещен, в 1811 году костел закрыли, а в 1828 году — разобрали. На его месте в 1829—1830 годах была построена мужская гимназия.
В 1858—1859 годах было построено второе здание школы, которое через открытую двухэтажную галерею была соединенной с башней Верхнего замка. В 1898 году на месте галереи было построено новое крыло.

## Современность
В 2006 году были проведены архитектурные исследования уцелевших стен и башни. В 2017 году была осуществлена ревитализация башни, а с 2018 года она открыта для посещения туристами.

## Архитектура
Доподлинно неизвестно, как выглядел Верхний замок, так как отсутствует его описание и надежный иконографический материал. Так, на панорамах Ополя XVI—XVIII веков обычно изображалась одна лишь башня. Первый достоверный образ остатков Верхнего замка был изображен на рисунках башни, сделанных строительным инспектором Крюгером в 1844 году.
Башня Верхнего замка в Ополе — кирпичная башня с готическим планированием с использованием зендрувки (частично остекленевший при обжиге кирпич), выложенной ромбом. Здание было построено на плане прямоугольника и сначала было трехэтажным. На восточном фасаде в нишу встроен портал древней въездной брамы. В 1844 году к башне был пристроен четвертый этаж, увенчанный неоготическим кренеляжем. Кроме того, была осуществлена реновация в этом стиле фрагмента фортификаций с бартизаной.

## Галерея

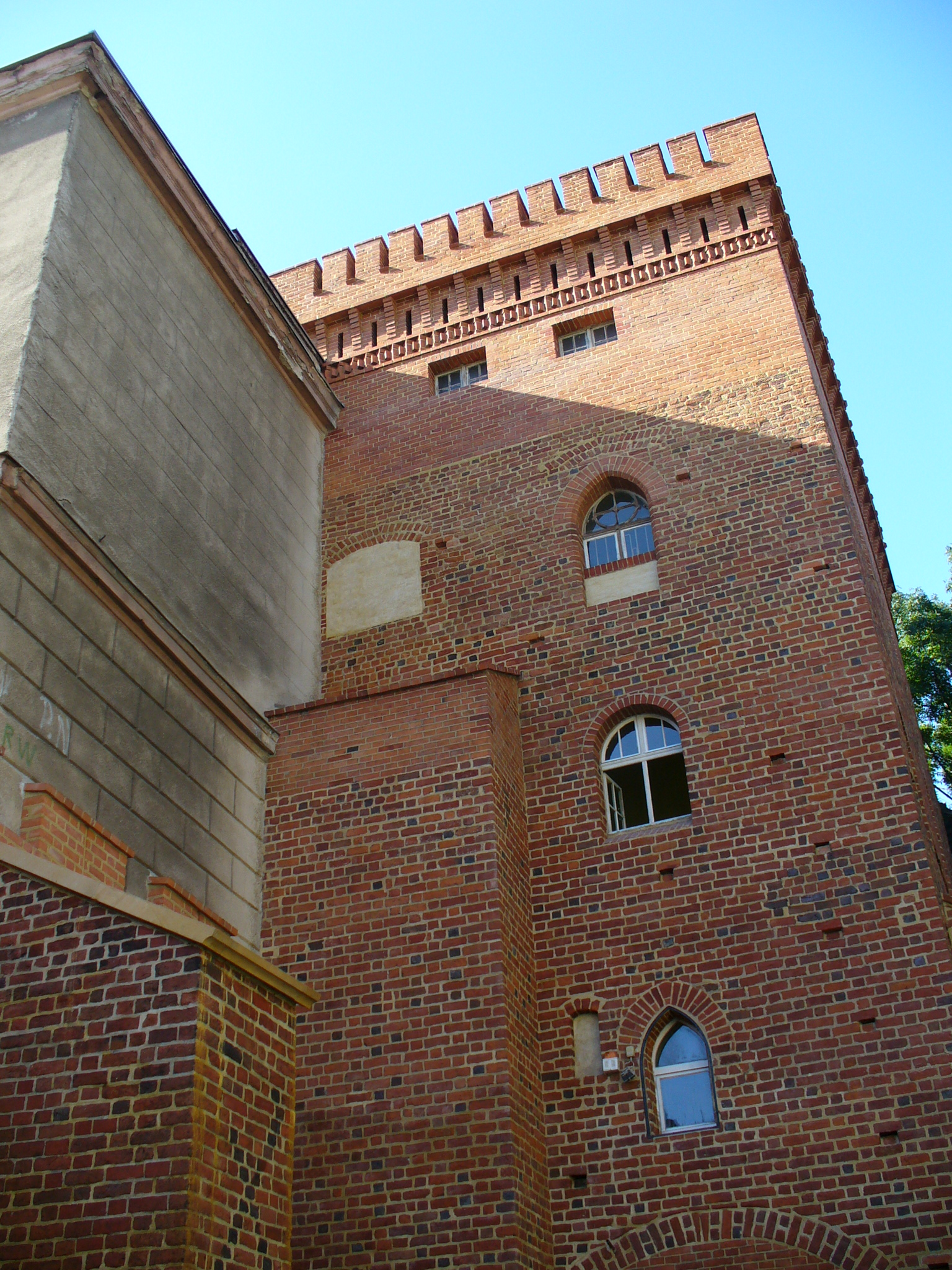
Башня с неоготическим надстройкой
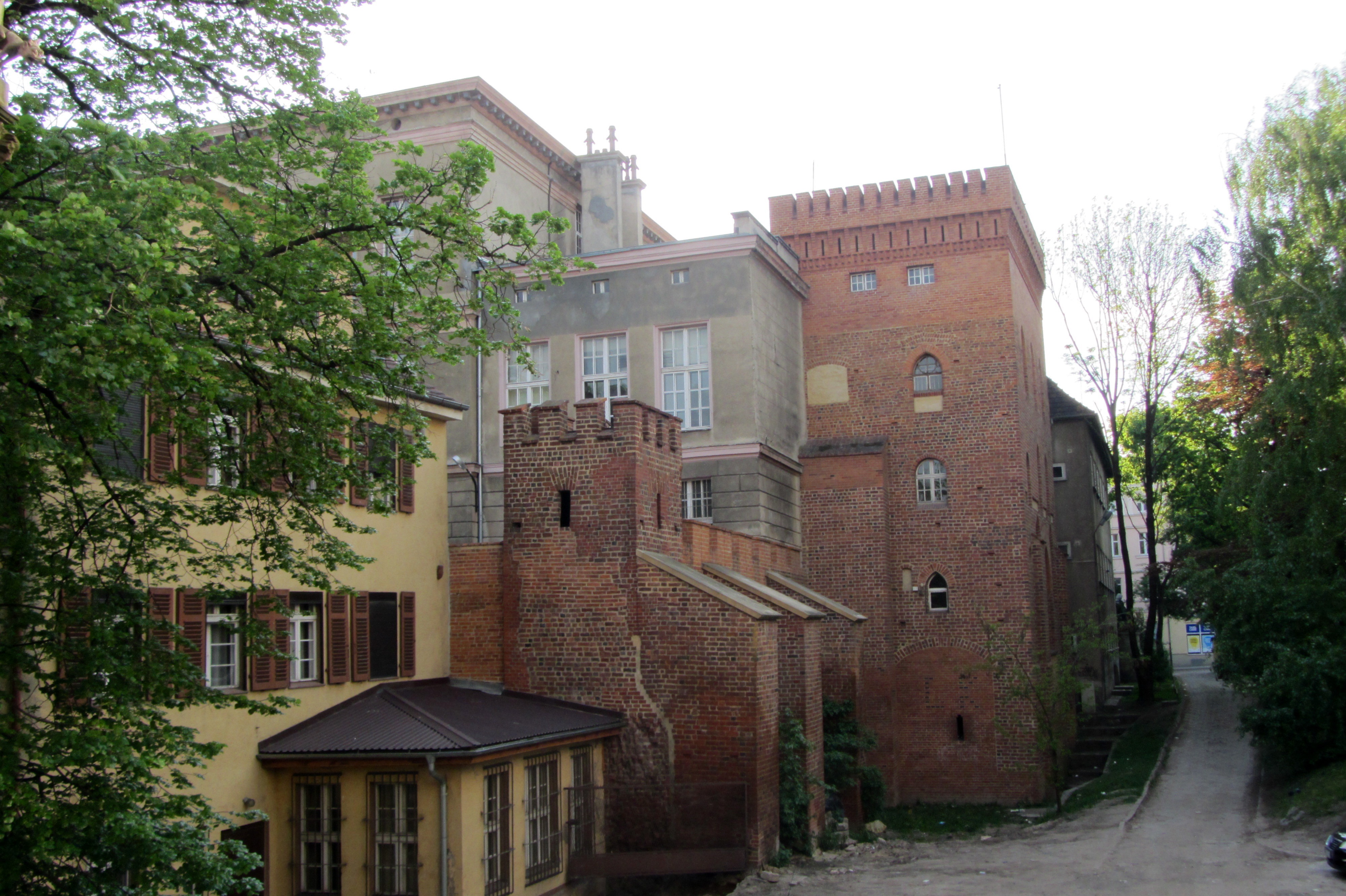
Башня и остатки стен